# 안봉생
안봉생(安鳳生, 1908년 11월 22일 ~ 1980년 1월 28일)은 대한민국의 독립운동가 겸 정치인이며 본관은 순흥(順興)이다.

## 생애
그는 황해도 벽성의 타고난 모태 독립운동가 집안에서 출생하였으며 지난날 한때 황해도 해주에서 잠시 유아기를 보낸 적이 있는 그는 그 후 중화민국 만저우 지방 헤이룽장성 하얼빈에서 성장하였다.
그의 아우는 안춘생(安椿生)이며 큰아버지는 안명근(安明根)이고 작은아버지는 안경근(安敬根)이며 5촌 숙부는 안중근(安重根), 안정근(安定根), 안공근(安恭根)이다
그는 일제강점기 말기에 대한민국 임시정부 국무위원이었던 유동열의 보좌관을 지냈다. 1945년 8.15 광복 이후 1977년 건국포장을 받았으며 1980년에 만성심근경색으로 별세하였댜.

## 가족 및 친척 관계
- 종조부 : 안태옥(요절) = 안인수(증조부)의 장남
- 조부 : 안태진 = 안인수의 차남 = 안태훈의 형 = 안태옥의 아우
  - 큰아버지 : 안명근(1879.9.17-1927.7.7) = 안세근의 형 = 안악 사건의 주인공
  - 부 : 안세근
    - 아우 : 안춘생(1912.8.12-2011.1.26)
    - 제수 : 조순옥 = 조시원의 딸
      - 조카 : 안기선 = 안춘생의 아들

    - 제수: 김현분

  - 작은아버지 : 안경근(1896.6.10-1978.12.9) = 안세근의 동생
- 종조부 : 안태훈 = 안인수의 3남
  - 5촌 숙부 : 안중근(1879.9.2-1909.2.26) = 안태훈의 장남
    - 6촌 형 : 안문생 = 안중근의 장남
    - 6촌 누나 : 안현생(1902-1959)
    - 6촌 매형 : 황일청
    - 6촌 형 : 안준생(1907-1951) = 안중근의 차남

  - 5촌 고모 : 안성녀(1881-1954) = 안태훈의 딸
  - 5촌 숙부 : 안정근(1885.1.17-1949.3.17) = 안태훈의 차남
    - 6촌 형 : 안원생 = 안정근의 장남
    - 6촌 누이동생 : 안미생(1914-2007) = 안정근의 딸
    - 6촌 매제 : 김인 = 안미생의 남편 = 백범 김구의 장남
    - 6촌 아우 : 안진생(1916.1.28-1988.12.24) = 안정근의 차남

  - 5촌 숙부 : 안공근(1889.7.11-1939.5.30) = 안태훈의 3남
    - 6촌 형 : 안우생(1907-1991)
    - 6촌 아우 : 안낙생(1913.6.22-1950)